# الأبراج التنفيذية
الأبراج التنفيذية هي مجمع يتكون من 12 برجًا في الخليج التجاري في دبي، الإمارات العربية المتحدة. وهي تتألف من 10 أبراج سكنية، وبرج تجاري واحد يعرف باسم برج آسبكت، وبرج فندقي وهو فندق تاج. وهي المباني الأولى التي بنيت في الخليج التجاري، وتقع بالقرب من مدخلها.
تربط المنصة المكونة من ثلاثة طوابق جميع الأبراج بالإضافة إلى برج فيجن القريب، والذي سيتم توصيله بممر خاص. يتكون أول مستويين من المنصة من مركز تسوق باي أفينيو، بمساحة بيع بالتجزئة 175,000 قدم مربع (16,300 م2) وتراسات أمام المياه. المستوى الثالث (مستوى البلازا) يسمى ذا كورتيارد، ويحتوي على مرافق عامة، وساحات ذات مناظر طبيعية، ومناطق لعب للأطفال، وساحات نافورة، وساحات فناء، وأروقة مغطاة للمشي.

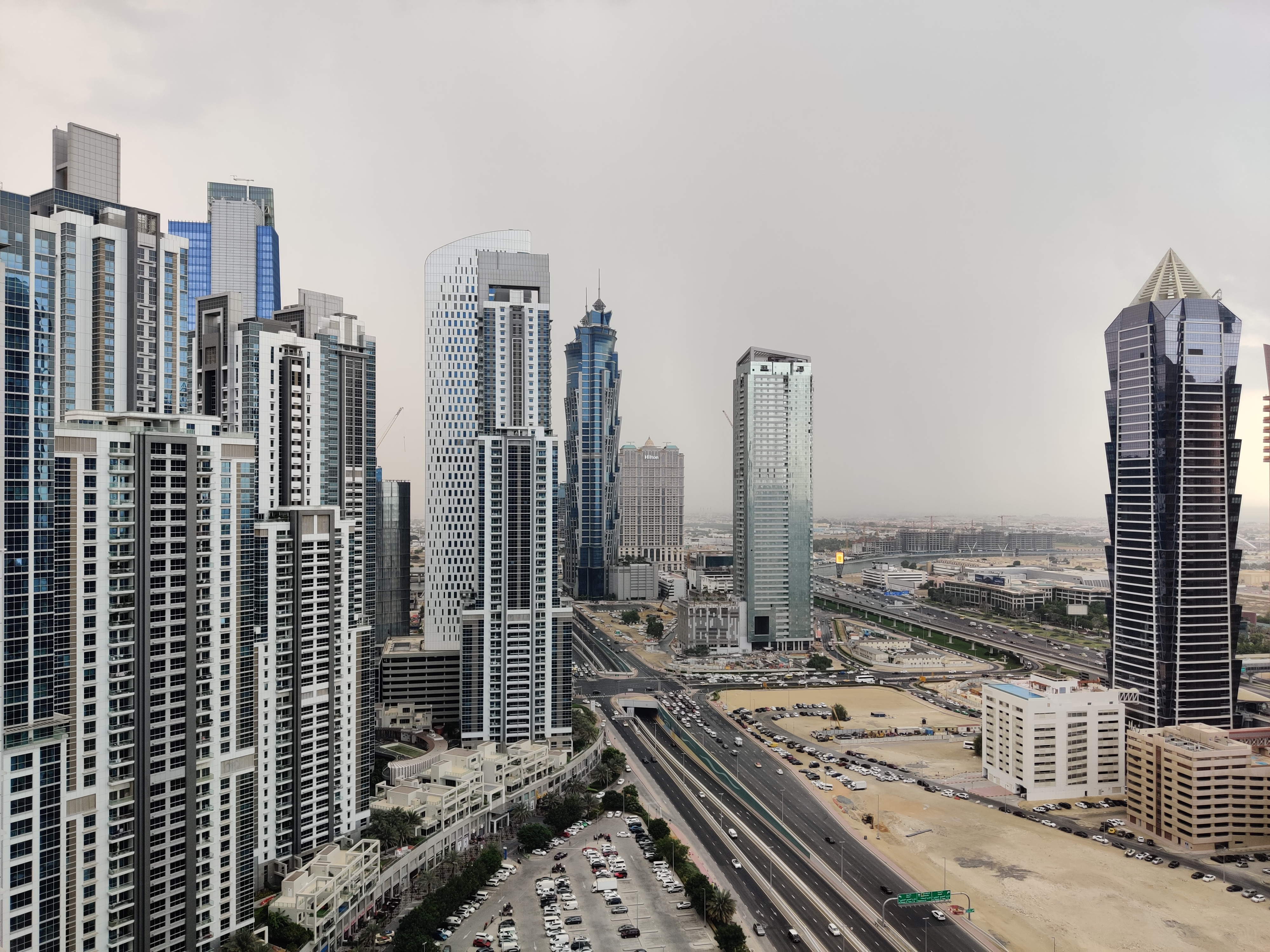
منظر من برج آسبكت - الأبراج التنفيذية، مقابل شارع السعادة

## أبراج
يتكون المجمع من اثني عشر ناطحة سحاب:
| مرتبة | اسم                               | ارتفاع متر / قدم | طوابق |
| ----- | --------------------------------- | ---------------- | ----- |
| 1     | البرج التنفيذي م / ويست هايتس 1   | 210/689          | 52    |
| 2     | برج التنفيذي ب                    | 190/623          | 47    |
| 3     | البرج التنفيذي ك / ويست هايتس 3   | 186/610          | 46    |
| 4     | البرج التنفيذي اتش / ويست هايتس 5 | 182/597          | 45    |
| 5     | برج ل                             | 182/597          | 45    |
| 6     | البرج التنفيذي جي / ويست هايتس 6  | 170/558          | 42    |
| 7     | البرج التنفيذي جا / ويست هايتس 4  | 170/558          | 42    |
| 8     | برج اسبكت                         | 135/443          | 39    |
| 9     | البرج التنفيذي ف / إيست هايتس ون  | 120/394          | 30    |
| 10    | برج التنفيذي اي                   | 118/387          | 29    |
| 11    | برج فندق التنفيذي                 | 114/374          | 28    |
| 12    | برج التنفيذي ج                    | 114/347          | 28    |

## تقدم
الأبراج كاملة مع الحدائق والنوافير المائية ومواقف السيارات. بالإضافة إلى ذلك، توقف فندق برج إداري في نهاية المنصة بانتظار الحصول على تمويل للتجهيز. استحوذت سلسلة فنادق تاج على الفندق وافتتح أبوابه في أوائل عام 2015.

## روابط خارجية
- الموقع الرسمي للأبراج التنفيذية
- صفحة الأبراج التنفيذية على موقع دبي للعقارات
- الأبراج التنفيذية على موقع Emporis.com